# Kastell Duel

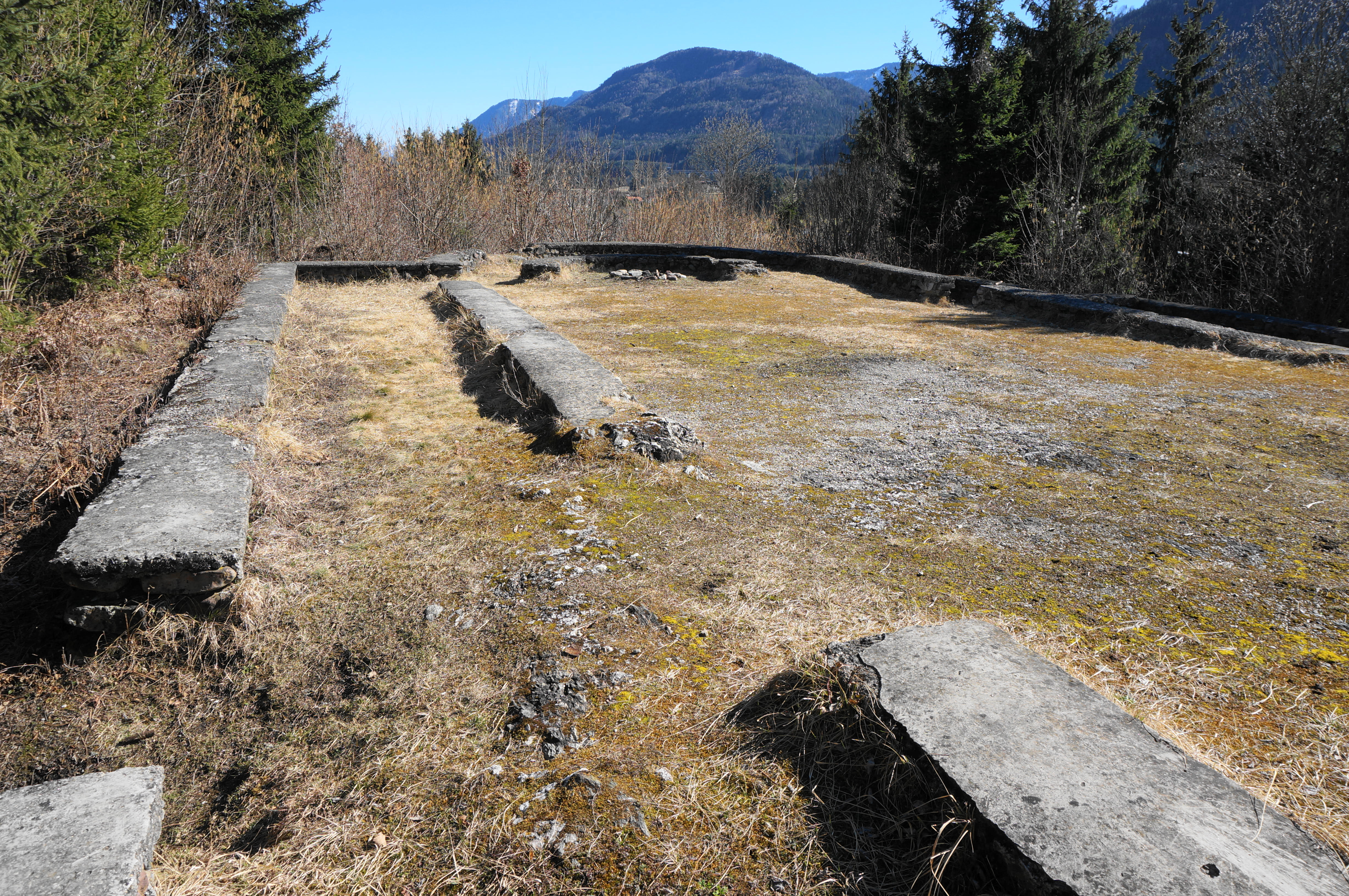
Fundamente der frühchristlichen Kirche

Auf dem Hügel von Duel, nahe Feistritz an der Drau (Marktgemeinde Paternion, Kärnten) wurde zwischen 1928 und 1931 ein spätantikes Kastell ausgegraben.
Der Hügel fällt allseits recht steil ab, das Plateau ist rund 230 Meter lang und bis 110 Meter breit. Hier wurde in der Spätantike, ca. 400 n. Chr., eine befestigte Höhensiedlung angelegt, die die im Talboden der Drau gelegene Siedlung bei Nikelsdorf ersetzte. Die Befestigung kontrollierte den Zugang zu einem Handelsweg, der hier vom Drautal ins Gailtal und weiter nach Oberitalien führte. Die Anlage wurde Ende des 6. Jahrhunderts, wohl durch die einwandernden Slawen, zerstört.

## Befestigungen
Das ganze Gipfelplateau ist von einer rund 90 Zentimeter starken Mauer umgeben. Sie ersetzte eine ältere, teilweise zerstörte Mauer. Diese Umfassungsmauer ist an mehreren Stellen durch Türme und Bastionen verstärkt. An der Nordseite befindet sich der Zugang, der durch eine Toranlage gesichert war: über eine gemauerte Rampe gelangt man zum Eingang mit seitlichem Torturm. 
Entlang der Innenseite der Mauer befindet sich eine fast durchgehende Reihe von kleinen Gebäuden. Besonders an der Nord-, Ost- und Westseite sind die Gebäude an die Mauer angebaut. Einige der Räume sind mit Fußbodenheizungen ausgestattet, wobei es sich um einfache Schlauchheizungen handelt. Durch die Lagen an der Mauer lagen die Häuser im toten Winkel feindlicher Katapulte. Nur im Süden reichen sie weiter ins Gelände. Die Gebäude dürften überwiegend Unterkünfte, Wohnräume und Speicher gewesen sein.
Im Südteil des Plateaus, auf dessen höchster Stelle, befinden sich zwei größere Bauten: eine Kirche und ein als Pfarrhaus gedeutetes Gebäude. 

## Frühchristliche Kirche
Die Fundamente der frühchristlichen Kirche wurden nach den Ausgrabungen konserviert und sind als einziges Bauwerk sichtbar geblieben. Die Kirche ist im Grundriss 21 Meter lang und 14,5 Meter breit. Sie ist eine nach Osten ausgerichtete Saalkirche. Sie besteht aus einem 7,15 Meter breiten Hauptschiff mit Apsis und zwei seitliche, ungleich breiten Seitenschiffen. Im Hauptschiff befindet sich die Klerusbank, bzw. die erhaltenen Fundamente, etwas von der Apsiswand abgesetzt. Hier saßen während der Eucharistiefeier Priester, Diakone usw. In der Mittelachse vor der Priesterbank befindet sich im Fels eine künstliche Grube, die einst das Reliquiar beinhaltete. Über dem Reliquiar ist der Altar anzunehmen, der nicht erhalten ist. 
Vom Hauptschiff führen vier Zugänge in die Seitenschiffe. Im nördlichen Seitenschiff befand sich der Eingang in die Kirche, der über einige Stufen führte. Aus diesem Grund wird das nördliche Seitenschiff als Narthex interpretiert, der Vorraum für die Ungetauften. Das Hauptschiff besaß verglaste Fenster. Der Fußboden bestand überwiegend aus dem anstehenden Fels. Die Wände waren mit Malereien versehen, von denen jedoch nur einzelne Verputzstücke erhalten sind. 

## Weitere Bauten
Westlich der Kirche befanden sich einige Bauten. Einer davon besaß einen eingetieften, abgeschrägten Boden, der als Zisterne gedeutet wird. Auf dem Plateau gibt es keine Quelle.
Östlich der Kirche befindet sich ein größeres Gebäude, das als Wohnhaus oder Pfarrhaus gedeutet wird. In der Nordwestecke des Gebäudes ist ein eigener Raum als Baptisterium abgetrennt. Das Becken ist aus Bruchsteinen gemauert und hat die Form eines Vierblattes. Es ist eines von nur drei erhaltenen frühchristlichen Baptisterien im heutigen Österreich. Ein kleineres Gebäude südlich des Pfarrhauses wird als Badehaus oder Spital gedeutet, der größere Raum verfügte über eine Fußbodenheizung. 

## Einzelfunde
Auf dem Plateau wurden etliche Gegenstände aus dem 5. und 6. Jahrhundert gefunden. Es überwiegen Tongefäße und Eisengeräte. Als einzige Münze wurde ein Sesterz des Kaisers Severus Alexander (222–235) gefunden. 
Im Mauerwerk wurden etliche Bruchstücke von Denkmälern aus der mittleren Kaiserzeit eingebaut. Einige befinden sich heute im Museum Teurnia. 
Am Nordfuß des Hügels wurden 14 Gräber ergraben. 